# Населення Південної Кореї
Населення Південної Кореї. Чисельність населення країни 2015 року становила 49,115 млн осіб (28-ме місце у світі). Чисельність корейців стабільно збільшується, народжуваність 2015 року становила 8,19 ‰ (220-те місце у світі), смертність — 6,75 ‰ (139-те місце у світі), природний приріст — 0,14 % (186-те місце у світі) . 

## Природний рух
У 1960-х роках швидке зростання населення становило серйозну соціальну проблему для Республіки Корея, що змусило владу проводити кампанію з обмеження народжуваності, хоча й не таку активну як у сучасному Китаї. Крім того, збільшенню темпів росту населення сприяло підвищення рівня життя населення та рівня освіти.
У нинішній час зростання кількості населення відбувається, в основному, за рахунок збільшення тривалості життя і зниження рівня смертності.

### Відтворення
Народжуваність у Південній Кореї, станом на 2015 рік, дорівнює 8,19 ‰ (220-те місце у світі). Коефіцієнт потенційної народжуваності 2015 року становив 1,25 дитини на одну жінку (220-те місце у світі). Рівень застосування контрацепції 80 % (станом на 2009 рік). Середній вік матері при народженні першої дитини становив 30,3 року (оцінка на 2011 рік).
Смертність у Південній Кореї 2015 року становила 6,75 ‰ (139-те місце у світі).
Природний приріст населення в країні 2015 року становив 0,14 % (186-те місце у світі).
|                                | 1965  | 1970  | 1975  | 1980  | 1985  | 1990  | 1995  | 2000  | 2001  | 2006 |
| ------------------------------ | ----- | ----- | ----- | ----- | ----- | ----- | ----- | ----- | ----- | ---- |
| Кількість населення (млн осіб) | 28,7  | 32,7  | 35,3  | 38,1  | 40,8  | 42,9  | 45,1  | 47,3  | 47,7  | 48,8 |
| Темпи зростання (%)            | 2,57  | 2,21  | 1,70  | 1,57  | 0,99  | 0,99  | 1,01  | 0,89  | 0,85  |      |
| Густота (тис. осіб/км²)        | 291,6 | 327,4 | 357,1 | 385,1 | 411,6 | 431,8 | 457,3 | 475,4 | 479,5 |      |

### Вікова структура

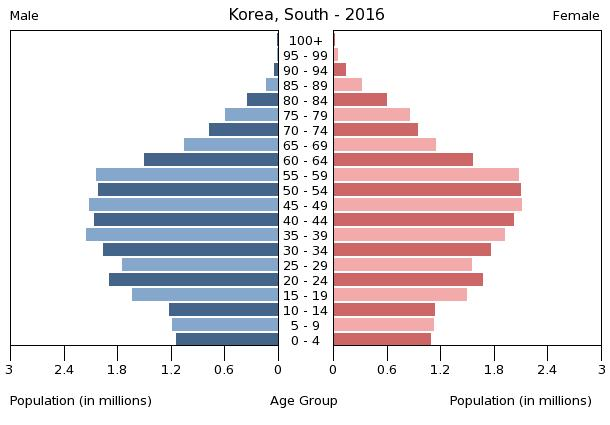
Віково-статева піраміда населення Південної Кореї, 2016 рік

Середній вік населення Південної Кореї становить 41,2 року (40-ве місце у світі): для чоловіків — 39,7, для жінок — 42,8 року. Очікувана середня тривалість життя 2015 року становила 80,04 року (39-те місце у світі), для чоловіків — 76,95 року, для жінок — 83,34 року.
Вікова структура населення Південної Кореї, станом на 2015 рік, мала такий вигляд:
- діти віком до 14 років — 13,69 % (3 489 464 чоловіки, 3 232 371 жінка);
- молодь віком 15—24 роки — 13,52 % (3 518 488 чоловіків, 3 122 997 жінок);
- дорослі віком 25—54 роки — 46,63 % (11 687 846 чоловіків, 11 214 687 жінок);
- особи передпохилого віку (55—64 роки) — 13,14 % (3 190 093 чоловіки, 3 264 411 жінок);
- особи похилого віку (65 років і старіші) — 13,02 % (2 662 353 чоловіки, 3 732 485 жінок)[1].

### Шлюбність— розлучуваність
Коефіцієнт шлюбності, тобто кількість шлюбів на 1 тис. осіб за календарний рік, дорівнює 6,4; коефіцієнт розлучуваності — 2,3; індекс розлучуваності, тобто відношення шлюбів до розлучень за календарний рік — 36. Середній вік, коли чоловіки беруть перший шлюб, дорівнює 32,6 року, жінки — 30,0 року, загалом — 31,1 року (дані за 2012 рік).

## Розселення
Густота населення країни 2015 року становила 517,3 особи/км² (24-те місце у світі).

### Урбанізація
Південна Корея надзвичайно урбанізована країна. Рівень урбанізованості становить 82,5 % населення країни (станом на 2015 рік), темпи зростання частки міського населення — 0,66 % (оцінка тренду за 2010—2015 роки). В останні десятиліття продовжується міграція сільських жителів у міста, що призводить до надмірної концентрації населення. Майже кожний четвертий кореєць живе в столиці Республіки Корея.
Головні міста держави: Сеул (столиця) — 9,774 млн осіб, Пусан — 3,216 млн осіб, Інчхон — 2,685 млн осіб, Тегу — 2,244 млн осіб, Теджон — 1,564 млн осіб, Кванджу — 1,536 млн осіб (дані за 2015 рік).

### Міграції
Річний рівень еміграції 2015 року становив 0 ‰ (92-ге місце у світі). Цей показник не враховує різниці між законними і незаконними мігрантами, між біженцями, трудовими мігрантами та іншими.

#### Біженці й вимушені переселенці
У країні мешкає 197 осіб без громадянства.
Південна Корея є членом Міжнародної організації з міграції (IOM).

## Расово-етнічний склад
| Етнічний склад (2015 рік) | Етнічний склад (2015 рік) | Етнічний склад (2015 рік) | Етнічний склад (2015 рік) | Етнічний склад (2015 рік) |
| ------------------------- | ------------------------- | ------------------------- | ------------------------- | ------------------------- |
| Етнос:                    |                           |                           | Відсоток:                 |                           |
| корейці                   | корейці                   |                           | 100%                      | 100%                      |

Головні етноси країни: мононаціональна держава корейців. Корейці — єдина у світі етнічна родина, що розмовляє однією мовою. Вважається, що корейці є нащадками кількох монгольських племен, які мігрували на Корейський півострів з Центральної Азії. 
У Кореї практично відсутні національні меншини, за винятком приблизно 100 тис. китайців, більшість яких здавна проживають у столиці та її околицях. Американський військовий контингент присутній у чисельності 28 тис. військовослужбовців.

## Мови
| Мови Південної Кореї (2015 рік) | Мови Південної Кореї (2015 рік) | Мови Південної Кореї (2015 рік) | Мови Південної Кореї (2015 рік) | Мови Південної Кореї (2015 рік) |
| ------------------------------- | ------------------------------- | ------------------------------- | ------------------------------- | ------------------------------- |
| Мова:                           |                                 |                                 | Відсоток:                       |                                 |
| корейська                       | корейська                       |                                 | %                               | %                               |
| англійська                      | англійська                      |                                 | %                               | %                               |

Офіційна мова: корейська. Інші поширені мови: англійська, особливо серед молоді, в закладах освіти.
Сучасна корейська мова має кілька діалектів, серед яких нормативним вважається той, яким користуються в Сеулі і центральних районах країни. Діалекти досить схожі між собою, тому співрозмовники легко розуміють одне одного. Корейська мова має багато спільного з японською у граматиці, крім того, обидві мови мають багато запозичених слів китайського походження.
Корейський алфавіт (хангіль) був створений групою вчених у XV столітті. До цього записи корейською мовою робили за допомогою китайських ієрогліфів. Хангіль складається з 10 голосних і 14 приголосних.
Корейська, англійська є обов'язковою для вивчення в середніх і старших класах шкіл. Старшокласники можуть також вибирати для вивчення одну з таких мов: китайську, японську, французьку, німецьку, російську, іспанську, арабську.

## Релігії
| Релігії в Південній Кореї (2009 рік) | Релігії в Південній Кореї (2009 рік) | Релігії в Південній Кореї (2009 рік) | Релігії в Південній Кореї (2009 рік) | Релігії в Південній Кореї (2009 рік) |
| ------------------------------------ | ------------------------------------ | ------------------------------------ | ------------------------------------ | ------------------------------------ |
| Віросповідання:                      |                                      |                                      | Відсоток:                            |                                      |
| протестанти                          | протестанти                          |                                      | 0%                                   | 0%                                   |
| католики                             | католики                             |                                      | 7.6%                                 | 7.6%                                 |
| буддисти                             | буддисти                             |                                      | 24.2%                                | 24.2%                                |
| інші                                 | інші                                 |                                      | 0.9%                                 | 0.9%                                 |
| атеїсти                              | атеїсти                              |                                      | 43.3%                                | 43.3%                                |

Головні релігії й вірування, які сповідує, і конфесії та церковні організації, до яких відносить себе населення країни: християнство — 31,6 % (протестантизм — 24,0 %, католицтво — 7,6 %), буддизм — 24,2 %, інші — 0,9 %, не сповідують жодної — 43,3 % (станом на 2010 рік).
Найдревніші релігії Кореї — шаманство, буддизм і конфуціанство. Всі вони відіграли важливу роль на ранньому етапі культурного розвитку країни і значно вплинули на формування мислення та моделей поведінки корейців. Християнство прийшло у Корею близько 200 років тому і швидко здобуло прибічників; нині це одна з найбільших конфесій у країні. Паралельно в Кореї співіснує ряд дрібніших конфесій, які поєднують елементи традиційних релігій.

### Шаманство
Шаманство базується на вірі в те, що душа є не тільки у людини. Шаманісти одухотворяли видиму природу, наділяючи нескінченною кількістю духів і демонів усе живе і неживе на землі: скелі, дерева, гори, джерела або небесні тіла.
Шаман, або по-корейськи мудан, є посередником між людьми і світом духів. Вважається, що він може відвернути біду, вилікувати хворобу і допомогти благополучно відійти в інший світ. Один з найважливіших елементів корейського шаманства — глибока віра в існування душ померлих. Вважається, що шаман повинен улагоджувати конфлікти і непорозуміння, які виникають між світом живих і світом мертвих.
Ці вірування зберігаються у Кореї і понині.
Шаманство і в нинішній час є однією з глибинних основ релігійних вірувань корейців, невід'ємним елементом національної культури.

### Буддизм
Один з напрямів буддизму (махаяна, або «Велика колісниця») був привнесений у Корею у IV столітті ченцями-місіонерами з Індії та Китаю. За підтримки королівської влади нова віра швидко поширилася у державах Когуре і Пекче. До 668 року буддизм був уже державною релігією, хоча управління країною здійснювалося на принципах конфуціанства. В епоху Коре багато ченців стають політиками і придворними.
1392 року полководець Лі Сон Ге очолив повстання, проголосив себе королем і ліквідував вплив буддизму на владні структури, поклавши в основу державного управління і суспільної моралі конфуціанське вчення. Протягом усього п'ятисотрічного правління династії Лі (епоха Чосон) всі спроби відродити буддизм зустрічали жорсткий опір з боку вчених-конфуціанців і чиновників.
Нині буддизм у Кореї переживає своєрідний ренесанс, намагаючись при цьому пристосуватися до сучасних змін. Для пропаганди своєї віри буддистські громади створюють у містах власні центри, залишаючи розташовані у горах монастирі.

### Конфуціанство
Конфуціанські твори з'явилися на півострові разом з ранніми пам'ятками китайської писемності. Королівський двір Об'єднаного Сілла направляв у Китай делегації вчених, щоб вони могли на місці ознайомитися з роботою конфуціанських інститутів і привезти додому праці, присвячені конфуціанству. Хоча державною релігією був буддизм, конфуціанство становило філософську і структурну основу держави. Навіть після приходу до влади династії Корьо в X столітті форма правління істотно не змінилася, хіба що сильніше відчувався вплив буддизму.
Епоха правління династії Лі (період Чосон) була «золотим віком» конфуціанства, періодом його відродження.
Конфуціанство в Кореї найбільше виявлялося у сферах освіти, церемоніального етикету і державної служби. Іспити для прийняття на державну службу були введені за аналогією до китайської системи наприкінці X століття, з'явився серйозний стимул для вивчення класичних творів конфуціанства; завдяки їм у свідомості корейців глибоко укоренилися основні конфуціанські цінності.
Навіть сьогодні навряд чи можна сказати, що корейці повністю відкинули традиції, звички і стереотипи мислення, які походять від конфуціанського вчення.

### Християнство
Хвиля християнської місіонерської діяльності дісталася Кореї у XVII столітті, коли члени місії, які щорічно направляються до двору китайського імператора для сплати данини та обміну дарунками, привезли сюди з Пекіна копії творів католицького місіонера Маттео Річчі китайською мовою. Ці твори містили відомості про досягнення західної науки в різних галузях. Зокрема, у них наводилася досконаліша система літочислення, а також інша інформація, що привернула увагу вчених руху Сірках, або Школи реальних наук.
На початку XVIII століття кілька цих вчених і членів їхніх сімей вже прийняли християнство або були готові до цього, однак до 1785 року в Кореї не було жодного священика, поки батько-єзуїт Пітер Грамонт таємно не перетнув кордон і не почав хрестити віруючих і посвячувати у духовний сан. Кількість навернутих до християнства збільшувалася, хоча формально пропаганда чужоземної релігії на корейській землі була все ще заборонена, і час від часу спостерігалися випадки переслідування за віру. У 1863 році 12 корейських священиків мали паству, що налічувала близько 23 тисяч осіб. Після приходу у 1863 році до влади принца-регента, який страждав на ксенофобію, почалися утиски християн, що тривали аж до 1876 року.
Під час і після Корейської війни 1950—1953 років кількість католицьких благодійних організацій і місіонерів зросла. Католицька церква Кореї швидко поповнювала свої лави, і до 1962 року її ієрархія була остаточно сформована. У 1984 році римсько-католицька церква Кореї відзначила своє 200-річчя, на святкування якого в Сеул прибув Папа Іоанн Павло II. Тоді ж були канонізовані 93 корейці і 10 французьких місіонерів, які стали жертвами переслідувань за віру. Вперше церемонія канонізації проходила поза стінами Ватикану. За кількістю католицьких святих Корея посідає четверте місце у світі.
Після відкриття Кореєю своїх портів у країну ринулося багато протестантських місіонерів різних напрямків, діяльність яких продовжувалася аж до їх вигнання з країни у 1940 році, напередодні Другої світової війни. Після Корейської війни кількість протестантських церков різко збільшилася, і в 1992 році в країні вже існувало 92 напрямки протестантизму. У 1985 році протестанти відзначали 100 років з часу появи цієї релігії на корейській землі. Найбільші пастви мають пресвітеріанська і методистська церкви.

### Іслам
Першими корейцями, які долучилися до ісламу, стали переселенці в Маньчжурію на початку XX століття, у період японського колоніального панування. Невелика кількість навернутих до ісламу повернулася в Корею після Другої світової війни, але їм ніде було відправляти богослужіння, доки під час Корейської війни у складі сил ООН в країну не увійшли турецькі війська і не дозволили корейським мусульманам молитися разом з ними.
Перша корейська ісламська служба відбулася в 1955 році, після цієї події було обрано першого корейського імама.
У 1967 році Корейську ісламську громаду розширено і реорганізовано, вона перетворилась на Корейську мусульманську федерацію, а в 1976 році в Сеулі була освячена головна мечеть країни.

### Чхондоге
У Кореї існує понад 240 так званих «нових релігій», послідовників яких налічується від 600 тисяч до кількох десятків осіб. Більшість з них поєднують в собі елементи різних релігій. Найвпливовішим з усіх цих рухів є Чхондоге, або «Релігія Небесного Шляху». Ця відверто націоналістична релігія зародилася в 60-х роках минулого століття як суспільний і теологічний рух, спрямований проти корупції та зазіхань іноземних держав на незалежність Кореї. У той час він (рух) називався Тонхак, або «Східне вчення», на противагу «Західному вченню», тобто католицизму. На початку 90-х років цей рух переріс у селянську революцію і пізніше почав називатися Чхондоге.

## Освіта
Рівень письменності 2015 року становив 99 % дорослого населення (віком від 15 років): 99 % — серед чоловіків, 99 % — серед жінок.
Державні витрати на освіту становлять 4,6 % ВВП країни, станом на 2012 рік (75-те місце у світі). Середня тривалість освіти становить 17 років, для хлопців — до 17 років, для дівчат — до 16 років (станом на 2013 рік).

## Охорона здоров'я
Забезпеченість лікарями у країні на рівні 2,14 лікаря на 1000 мешканців (станом на 2012 рік). Забезпеченість лікарняними ліжками в стаціонарах — 10,3 ліжка на 1000 мешканців (станом на 2009 рік). Загальні витрати на охорону здоров'я 2014 року становили 7,4 % ВВП країни (69-те місце у світі).
Смертність немовлят до 1 року, станом на 2015 рік, становила 3,86 ‰ (194-те місце у світі); хлопчиків — 4,05 ‰, дівчаток — 3,66 ‰. Рівень материнської смертності 2015 року становив 11 випадків на 100 тис. народжень (143-тє місце у світі).
Південна Корея входить до складу ряду міжнародних організацій: Міжнародного руху (ICRM) і Міжнародної федерації товариств Червоного Хреста і Червоного Півмісяця (IFRCS), Дитячого фонду ООН (UNISEF), Всесвітньої організації охорони здоров'я (WHO).

### Захворювання
Кількість хворих на СНІД невідома, дані про відсоток інфікованого населення в репродуктивному віці 15-49 років відсутні. Дані про кількість смертей від цієї хвороби за 2014 рік відсутні.
Частка дорослого населення з високим індексом маси тіла 2014 року становила 6,3 % (139-те місце у світі); частка дітей віком до 5 років зі зниженою масою тіла становила 0,6 % (оцінка на 2011 рік). Ця статистика показує як власне стан харчування, так і наявну/гіпотетичну поширеність різних захворювань.

### Санітарія
Доступ до облаштованих джерел питної води 2012 року мало 99,7 % населення в містах і 87,9 % в сільській місцевості; загалом 97,8 % населення країни. Відсоток забезпеченості населення доступом до облаштованого водовідведення (каналізація, септик): в містах — 100 %, в сільській місцевості — 100 %, загалом по країні — 100 % (станом на 2015 рік). Споживання прісної води, станом на 2003 рік, дорівнює 25,47 км³ на рік, або 548,7 тонни на одного мешканця на рік: з яких 26 % припадає на побутові, 12 % — на промислові, 62 % — на сільськогосподарські потреби.

## Соціально-економічне становище
Співвідношення осіб, що в економічному плані залежать від інших, до осіб працездатного віку (15—64 роки) загалом становить 37,2 % (станом на 2015 рік): частка дітей — 19,2 %; частка осіб похилого віку — 18 %, або 5,6 потенційно працездатних на 1 пенсіонера. Загалом ці показники характеризують рівень потреби державної допомоги в секторах освіти, охорони здоров'я і пенсійного забезпечення, відповідно. За межею бідності 2013 року перебувало 14,6 % населення країни. Розподіл доходів домогосподарств у країні має такий вигляд: нижній дециль — 6,8 %, верхній дециль — 37,8 % (станом на 2014 рік).
Станом на 2016 рік, уся країна була електрифікована, усе населення країни мало доступ до електромереж. Рівень проникнення інтернет-технологій надзвичайно високий. Станом на липень 2015 року в країні налічувалось 44,153 млн унікальних інтернет-користувачів (13-те місце у світі), що становило 89,9 % від загальної кількості населення країни.

### Трудові ресурси
Загальні трудові ресурси 2015 року становили 26,89 млн осіб (25-те місце у світі). Зайнятість економічно активного населення у господарстві країни розподіляється таким чином: аграрне, лісове і рибне господарства — 5,7 %; промисловість і будівництво — 24,2 %; сфера послуг — 70,2 % (станом на 2015 рік). Безробіття 2015 року дорівнювало 3,5 % працездатного населення, 2014 року — 3,5 % (31-ше місце у світі); серед молоді у віці 15—24 років ця частка становила 10 %, серед юнаків — 11,2 %, серед дівчат — 9,2 % (107-ме місце у світі).

## Кримінал

### Торгівля людьми
Згідно зі щорічною доповіддю про торгівлю людьми (англ. Trafficking in Persons Report) Управління з моніторингу та боротьби з торгівлею людьми Державного департаменту США, уряд Південної Кореї докладає усіх можливих зусиль у боротьбі з явищем примусової праці, сексуальної експлуатації, незаконною торгівлею внутрішніми органами, законодавство відповідає усім вимогам американського закону 2000 року щодо захисту жертв (англ. Trafficking Victims Protection Act’s), держава перебуває у списку першого рівня.

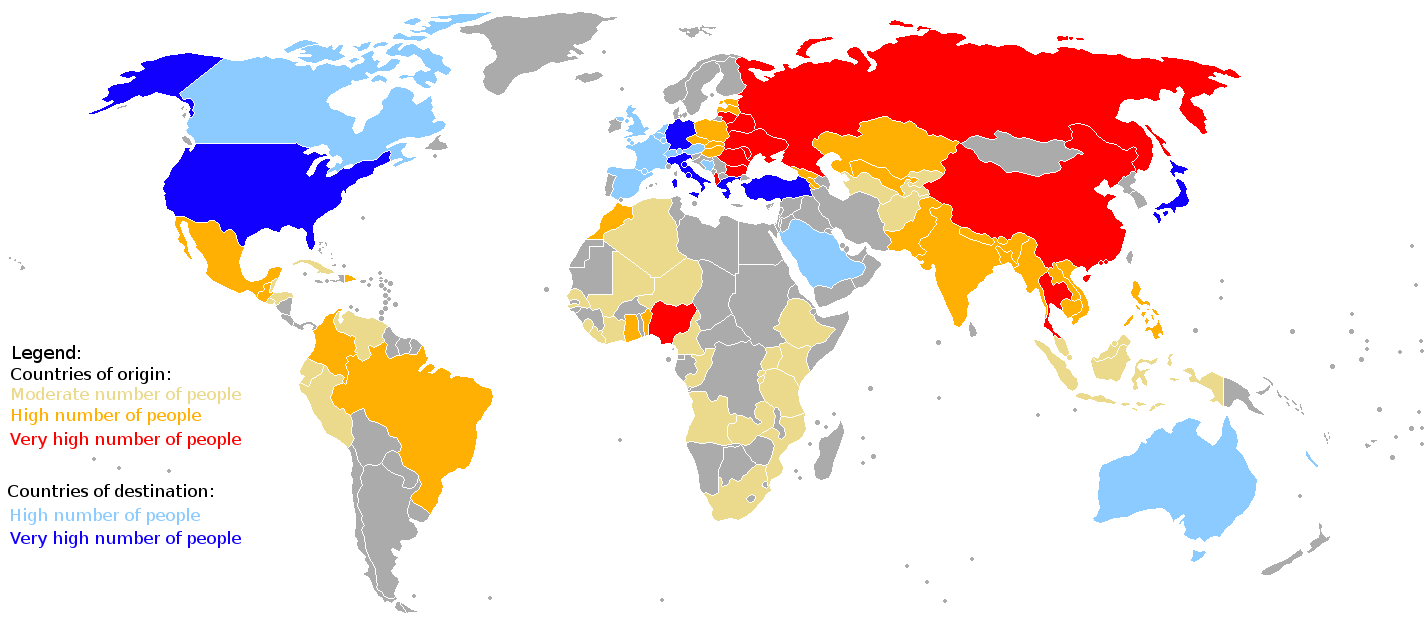
Країни-донори (червоний) і країни-реципієнти кримінальних потоків  (англ.)
Глобальна боротьба з торгівлею людьми (англ.)

## Гендерний стан
Статеве співвідношення (оцінка 2015 року):
- при народженні — 1,07 особи чоловічої статі на 1 особу жіночої;
- у віці до 14 років — 1,08 особи чоловічої статі на 1 особу жіночої;
- у віці 15—24 років — 1,13 особи чоловічої статі на 1 особу жіночої;
- у віці 25—54 років — 1,04 особи чоловічої статі на 1 особу жіночої;
- у віці 55—64 років — 0,98 особи чоловічої статі на 1 особу жіночої;
- у віці за 64 роки — 0,71 особи чоловічої статі на 1 особу жіночої;
- загалом — 1 особи чоловічої статі на 1 особу жіночої[1].

## Демографічні дослідження
Демографічні дослідження у країні ведуться рядом державних і наукових установ:

### Українською
- Атлас. 10-11 клас. Економічна і соціальна географія світу / упорядники :  О. Я. Скуратович, Н. І. Чанцева. — К. : ДНВП «Картографія», 2010. — ISBN 978-966-475-639-3.
- Атлас світу / голов. ред. І. С. Руденко ; зав. ред. В. В. Радченко ; відп. ред. О. В. Вакуленко. — К. : ДНВП «Картографія», 2005. — 336 с. — ISBN 9666315467.
- Безуглий В. В. Економічна і соціальна географія зарубіжних країн : Навчальний посібник. — К. : ВЦ «Академія», 2007. — 704 с. — ISBN 978-966-580-239-6.
- Безуглий В. В., Козинець С. В. Регіональна економічна і соціальна географія світу : Навчальний посібник. — видання 2-ге, доп., перероб. — К. : ВЦ «Академія», 2007. — 688 с. — ISBN 966-580-144-9.
- Головченко В. І., Кравчук О. Країнознавство: Азія, Африка, Латинська Америка, Австралія і Океанія. — К., 2006. — 335 с. — ISBN 966-8939-04-2.
- Гудзеляк І. І. Географія населення: Навчальний посібник / І. Гудзеляк. — Л. : Видавничий центр ЛНУ імені Івана Франка, 2008. — 232 с. — ISBN 978-966-613-599-8.
- Дахно І. І. Країни світу: Енциклопедичний довідник / І. І. Дахно, С. М. Тимофієв. — К. : Мапа, 2011. — 606 с. — (Бібліотека нового українця) — ISBN 978-966-8804-23-6.
- Дахно І. І. Економічна географія зарубіжних країн : навчальний посібник. — К. : Центр учбової літератури, 2014. — 319 с. — ISBN 978-611-01-0682-5.
- Джаман В. О. Регіональні системи розселення: демографічні аспекти. — Чернівці : Рута, 2003. — 392 с. — ISBN 9665685988.
- Дорошенко Л. С. Демографія: Навчальний посібник. — К. : МАУП, 2005. — 112 с. — ISBN 966-608-442-2.
- Дубович І. А. Країнознавчий словник-довідник. — 5-те вид., перероб. і доп. — К. : Знання, 2008. — 839 с. — ISBN 978-966-346-330-8.
- Економічна і соціальна географія країн світу. Навчальний посібник / За ред. Кузика С. П. — Л. : Світ, 2002. — 672 с. — ISBN 966-603-178-7.
- Загальна медична географія світу / В. О. Шевченко [та ін.] — К. : [б.в.], 1998. — 178 с.
- Ігнатьєв П. М. Країнознавство: Країни Азії. — Ч. : Книги-XXI, 2004. — 383 с. — ISBN 966-8029-53-4.
- Книш М. М., Мамчур О. І. Регіональна економічна і соціальна географія світу (Латинська Америка та Карибські країни, Африка, Азія, Океанія) : навч. посіб. — Л. : ЛНУ ім. Івана Франка, 2013. — 368 с. — ISBN 978-617-10-0007-0.
- Крисаченко В. С. Динаміка населення: Популяційні, етнічні та глобальні виміри. — К. : Видавництво Національного інституту стратегічних досліджень, 2005. — 368 с. — ISBN 966-554-083-1.
- Любіцева О. О., Мезенцев К. В., Павлов С. В. Географія релігій. — К. : АртЕК, 1999. — 504 с. — ISBN 966-505-006-0.
- Масляк П. О. Країнознавство. — К. : Знання, 2007. — 292 с. — (Вища освіта XXI століття)
- Масляк П. О., Дахно І. І. Економічна і соціальна географія світу / П. О. Масляк, І. І. Дахно ; за ред. П. О. Масляка. — К. : Вежа, 2003. — 280 с. — ISBN 966-7091-53-8.

### Російською
- (рос.) Корея // Демографический энциклопедический словарь / главн. ред. Валентей Д. И. — М. : Советская энциклопедия, 1985. — 608 с.
- (рос.) Корея // Страны и народы. Зарубежная Азия. Восточная и Центральная Азия / Редкол. : М. И. Сладковский (отв. ред.) и др. — М. : «Мысль», 1982. — 284 с. — (Страны и народы) — 180 тис. прим.
- (рос.) Атлас народов мира / Отв. ред. С. И. Брук и В. С. Апенченко. — М. : ГУГК ГГК СССР и Институт этнографии им. Н. Н. Миклухо-Маклая АН СССР, 1964. — 185 с. — 20 тис. прим.
- (рос.) Численность и расселение народов мира. Этнографические очерки / под ред. С. И. Брука. — М. : Издательство АН СССР, 1962. — 487 с.
- (рос.) Лаппо Г. М. География городов: Учебное пособие для географических факультетов вузов. — М. : Туманит, изд. центр ВЛАДОС, 1997. — 476 с. — ISBN 5-691-00047-0.
- (рос.) Ягельский А. География населения. — М. : Прогресс, 1980. — 383 с.